# 板東英二
板東英二（日语：／ Bandō Eiji，1940年4月5日—），滿州國出身，是日本電視藝人及前棒球投手。他曾效力於日本職棒中日龍隊。他在1958年春季四國地區高等學校棒球大會代表德島縣立德島商業高等學校（下稱「德島商」）出戰時在準決賽跟決賽持續投延長賽（分別投16局、25局）而一共投出41局，使得日本高等學校棒球聯盟害怕他在預賽就使他的胳膊受傷，所以他們於同年啟用了新的延長賽規則（18局下半（2000年以後再縮短為15局下半）結束時仍然平手就終止，隔日重賽），而板東英二在該年第40屆全國高等學校棒球錦標賽代表德島商於準準決賽對上富山縣立魚津高等學校首度適用此規則。

## 演出

### 電視節目
- 星期日龍（中部日本放送、1983年10月-）
- 世界・不可思議発見!（TBS電視台、1986年4月-）
- 星期六的愛!830（關西電視台、1987年4月-1997年3月）
- 奇蹟體驗!難以相信的故事（富士電視台、1997年10月-1998年9月）
- 魔法頭腦Power!!（日本電視台、1990年10月-1999年9月、2001年12月）

## 個人唱片

### 單曲
- 中日龍爭虎鬥!（1974年）

## 外部連結
- 官方网站
- ブレイクしたいねんっ！ （页面存档备份，存于）
- やりすぎコージー 「ウソかホンマかわからない 板東英二の都市伝説スペシャル」 （页面存档备份，存于）